# Jose Lopez Bueno
Jose Lopez Bueno est un boxeur espagnol né le 18 juin 1974 à Saragosse.

## Carrière de boxeur
Passé dans les rangs professionnels en 1994, il devient champion du monde des poids mouches WBO le 23 avril 1999 après sa victoire par arrêt de l'arbitre au 3e round contre Rubén Sánchez León. Bueno conserve son titre face à Igor Gerasimov le 4 juin puis le laisse vacant en décembre 1999. Il met un terme à sa carrière sportive en 2010 sur un bilan de 31 victoires, 10 défaites et 4 matchs nuls.

## Référence
1. ↑  (en) Ruben Sanchez Leon vs. Jose Antonio Lopez Bueno (boxrec.com)